# Cunobelinus

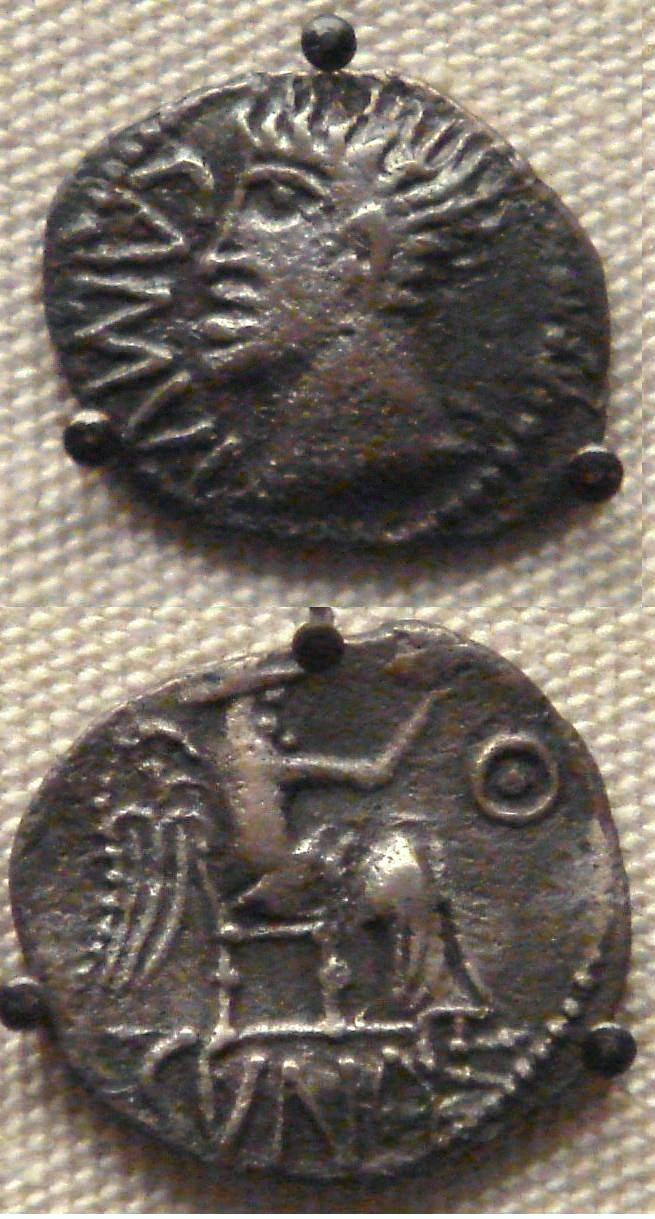
Münze von Cunobelinus

Cunobelinus (auch Kynobellinus, griechisch Κυνοβελλίνος; † um 40 n. Chr.) war als Sohn des Tasciovanus ein König der Catuvellaunen im vorrömischen südöstlichen Britannien. In der englischen Legende erscheint er auch als Cynfelyn, Kymbelinus oder Cymbeline und wurde in dieser Form zur Inspiration für William Shakespeares Drama Cymbeline. Sein Name bedeutet „Hund des Belinus“ (hound of (the god) Belenus), „der hohe Belinus“, wobei sich Belinus nicht unbedingt auf den festlandkeltischen Gott beziehen muss, oder „scheinender Hund“ (shining hound).

## Überlieferung
Cunobelinus wird von den klassischen Historikern Sueton und Cassius Dio nur flüchtig erwähnt. Sein Name erscheint jedoch auch auf zahlreichen Münzen, und aus diesen numismatischen Zeugnissen können über ihn einige ergänzende Informationen zu den spärlichen Aufzeichnungen der Historiker gewonnen werden.

## Leben
Durch Münzfunde ist bekannt, dass Cunobelinus der Sohn und Nachfolger des Tasciovanus, eines Königs der Catuvellaunen, war. Dieser hatte sein Gebiet vom Kernland nördlich der unteren Themse ostwärts in die heutigen Grafschaften Essex und Suffolk und nordwärts in das heutige Northamptonshire vor allem auf Kosten des Gebietes der Trinovanten ausgedehnt und so ein großes Reich in Südostengland geschaffen.
Nach den numismatischen Funden dürfte Cunobelinus um 10 n. Chr. den Thron übernommen haben. Die diplomatischen und Handelsbeziehungen zwischen Rom und dem südlichen Britannien wuchsen damals stetig an und damit natürlich auch jene mit den Catuvellaunen, welche die Handelsrouten mit dem römischen Gallien teilweise kontrollierten. Aus den Münzzeugnissen kann auf Machtkämpfe unter den südbritannischen Herrschern am Anfang des 1. Jahrhunderts n. Chr. geschlossen werden, aus denen Cunobelinus als Sieger hervorging und die nächsten drei Jahrzehnte der mächtigste König im Südosten der Insel blieb.

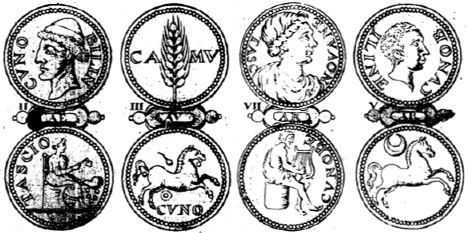
Zeichnung von vier Münzen aus William Camdens Britannia(1607)

Nichts ist über die Persönlichkeit des Cunobelinus oder über Ereignisse aus seiner langen Regierungszeit überliefert. Es sind nur drei seiner Söhne – Adminius, Togodumnus und Caratacus – sowie ein Bruder namens Epaticcus namentlich bekannt. So kann man den Verlauf seiner Herrschaft nur in groben Umrissen aus archäologischen und numismatischen Funden erschließen. Er dürfte sehr bald die Trinovanten endgültig unterworfen haben, denn schon bald nach 10 n. Chr. emittierte er Münzen nicht nur in der Hauptstadt der Catuvellaunen, Verlamion (die spätere römische Stadt Verulamium, das heutige St Albans), sondern auch in Camulodunum (heute Colchester), der früheren Hauptstadt der Trinovanten. Das Motiv einiger dieser Münzen, ein Palm- oder Lorbeerkranz, war von den Römern übernommen, die damit einen militärischen Sieg bezeichneten.
Anfang der 20er Jahre konnte Cunobelinus große Gebiete in Cantium (des heutigen Kents) erobern, während sein Bruder Epaticcus die Atrebaten an der mittleren Themse bekämpfte und um das Jahr 25 deren Hauptstadt Calleva Atrebatum (das heutige Silchester) eroberte. Bis zu seinem um das Jahr 35 erfolgten Tod vergrößerte Epaticcus sein Herrschaftsgebiet, das dann sein Neffe Caratacus übernahm. Den Atrebaten gelang es damals aber, Teile ihres einstigen Gebietes zurückzuerlangen.
Im Norden konnte Cunobelinus sein Territorium bis zu den Grenzen des Moorlandes ausdehnen. So wurde er unumstritten der mächtigste König Südostenglands und von Sueton zu Recht als König der Britonen (Britannorum rex) und nicht nur als Fürst eines Volksstammes bezeichnet. Er dürfte während seiner langen Regierung dauerhaft gute Beziehungen zum Römischen Reich unterhalten haben. Dies zeigen seine stabilen Handelsbeziehungen mit Rom ebenso wie seine 16 n. Chr. erfolgte Rücksendung von an der britannischen Küste gestrandeten römischen Schiffen mit Militärbesatzung nach Gallien. Auf seinen Münzen nannte er sich Rex (König), vermutlich nachdem er vom römischen Kaiser Tiberius als Klientelherrscher anerkannt worden war. Einige Zeit ließ er oft hervorragende Imitationen zeitgenössischer römischer Münzen prägen, die vielleicht von durch diplomatische Kanäle nach Britannien gekommenen römischen Handwerkern ausgeführt wurden. Jedenfalls übertreffen diese Münzen in ihrer hohen Qualität und künstlerischen Ausführung die Prägungen früherer britannischer Könige bei weitem.
Während Cunobelinus’ Herrschaft wurde der Handel mit dem europäischen Festland immer intensiver. Aus archäologischen Funden ist ersichtlich, dass in zunehmendem Maße – wohl über den Hafen von Camulodunum – Luxuswaren auf die Insel importiert wurden, so italienische Weingefäße, hispanisches Olivenöl und Fischsaucen, Glaswaren, Juwelen und gallo-belgisches Tischgeschirr. Laut dem (um 17 n. Chr. schreibenden) Geographen Strabo war für Rom der Handel mit Britannien lukrativ, wobei die Insel Getreide, Gold, Silber, Eisen, Felle, Sklaven und Jagdhunde exportierte.
Einige Städte wurden unter Cunebelinus’ Regierung massiv ausgebaut, insbesondere Camulodunum, Verulamium und Durovernum Cantiacorum (heute Canterbury).
Adminius, der gegen Ende von Cunobelinus’ Herrschaft laut seinen Münzen über die Gegend von Kent regierte, wurde laut Sueton um das Jahr 40 von seinem Vater aus Britannien verbannt und suchte beim römischen Kaiser Caligula Zuflucht, der daraufhin eine Invasion Britanniens plante. Doch dieses Unternehmen wurde erst von seinem Nachfolger Claudius im Jahr 43 ausgeführt, anscheinend kurz nach dem Tod des Cunobelinus, wobei anfangs Togodumnus und Caratacus die Verteidigung ihres ererbten Reiches gegen die Römer leiteten.
Nach epigraphischen Zeugnissen könnte Sallustius Lucullus, der Ende des 1. Jahrhunderts n. Chr. als römischer Statthalter Britanniens fungierte, ein Enkel von Cunobelinus gewesen sein.

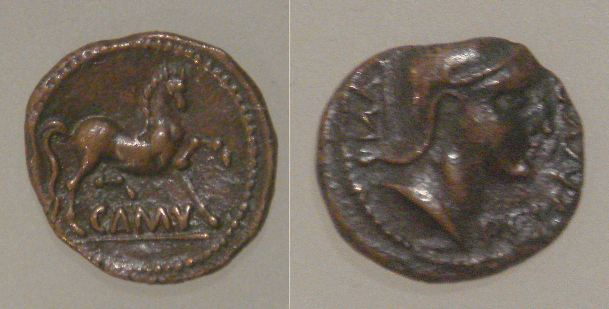
Bronzemünze von Cunobelinus 1–42 n. Chr. Museum of London.

## Legende und schriftstellerische Rezeption
In britischen Legenden und späteren Werken lebte Cunobelinus fort. Das mittelalterliche walisische Manuskript Harleian 3859 überliefert eine Genealogie für Cunobelinus: Caratauc map Cinbelin map Teuhant, d. h. Caratacus, Sohn des Cunobelinus, Sohn des Tasciovanus. Das Verwandtschaftsverhältnis dieser drei historischen Könige ist also richtig wiedergegeben, wenn auch in einen historisch falschen Zusammenhang gestellt, und die starke Abweichung der im Manuskript überlieferten Namen von der ursprünglichen Namensform weist auf eine lange mündliche Überlieferung hin. Die übrige Genealogie führt die Namen einer Reihe römischer Kaiser an sowie die der beiden walisischen mythologischen Gestalten Guidgen (Gwydyon) und Lou (Llew).
Nach der durch den mittelalterlichen britischen Chronisten Geoffrey von Monmouth in seiner Historia Regum Britanniae (1136) überlieferten legendären Frühgeschichte Englands sei Kymbelinus (englische Transliteration von Cunobelinus) ein Sohn des Tenvantius gewesen und ein mächtiger Krieger, der am Hofe Kaiser Augustus’ erzogen wurde und sein Land mit römischen Waffen ausstattete. Er unterhielt beste Verbindungen zum römischen Hof, und Tributzahlungen folgten aus gegenseitigem Respekt, nicht als Repressalien. Ihm wurden zwei Söhne, Guiderius und Arvirargus, geboren. Guiderius wurde sein Nachfolger, starb aber schon bald nach dem Beginn von Claudius’ Invasion in Britannien, sodass nun Arvirargus den Widerstand gegen die Römer anführte.
Geoffreys Erzählung wurde von Raphael Holinshed in seine Chronicles (1578) aufgenommen. Shakespeare wiederum verarbeitete Holinsheds Darstellung von Cunobelinus sehr frei in seinem Werk Cymbeline. Daher hat die von dem großen englischen Literaten erzählte Geschichte fast nichts mit dem Leben des historischen Cunobelinus gemein. Laut Shakespeares Darstellung verbietet der König unter dem Einfluss seiner bösen zweiten Gattin seiner Tochter Imogen, den Posthumus Leonatus, einen nicht adligen, aber ehrbaren Mann, zu heiraten. Stattdessen sollte sie seinen ungehobelten Stiefsohn Cloten zum Gatten nehmen. Es folgen Verwechslungen von Personen, Eifersuchtsszenen aufgrund von falschen Untreuebeschuldigungen und ein Krieg mit Rom, da auf Anstiften der Königin der Tribut nicht mehr bezahlt worden war. Schließlich kommt es wieder zum Frieden zwischen Britannien und Rom, zur Wiedervereinigung von Cymbeline mit seinen beiden Söhnen Guiderius und Arvirargus (die in ihrer Kindheit von einem ungerechterweise verbannten Adligen namens Belarius entführt worden waren), zur Aussöhnung von Imogen und Postumus sowie zur gerechten Bestrafung von Cloten und der bösen Königin.
Cunobelinus Name lebt noch heute in England weiter. Einige Dörfer in der Grafschaft Buckinghamshire werden Kimbles genannt. Sie sollen nach Cunobelinus benannt worden sein. Über ihnen erstrecken sich der Beacon Hill und der mysteriöse Erdwall von Cymbelines Mount oder Cymbelines Castle. Nach der lokalen Volkssage kämpften der König und seine Söhne an den Abhängen des Berges gegen die eindringenden Römer. Er soll im Lexden Tumulus begraben sein.

### Sekundärliteratur
- Arthur Stein: Cunobelinus. In: Paulys Realencyclopädie der classischen Altertumswissenschaft (RE). Band IV,2, Stuttgart 1901, Sp. 1758 f.
- Malcolm Todd: Cunobelinus. In: Oxford Dictionary of National Biography. Band 14, 2004, S. 708f.